# SC-11
La SC-11 est une voie rapide urbaine qui permet d'accéder à Saint-Jacques-de-Compostelle depuis l'AP-9 en venant du sud (Vigo...).
Elle prolonge la N-550 au niveau de la connexion avec l'AP-9 au sud de l'agglomération.
D'une longueur de 1 km environ, elle relie l'AP-9 au sud de l'agglomération et la rocade de Saint-Jacques-de-Compostelle sur le prolongement de l'Avenue Antonio Fraguas

## Tracé
- Elle débute au sud de Saint-Jacques-de-Compostelle où elle bifurque avec l'AP-9 en direction  du nord.
- Elle prolonge ensuite la rocade de Saint-Jacques-de-Compostelle au sud de l'hôpital Universitaire de la ville.

## Sorties
| Sorties | Villes                                                                                              |       |
| ------- | --------------------------------------------------------------------------------------------------- | ----- |
|         | Lalin - Orense AP-53 La Corogne - Ferrol Pontevedra - Vigo                                          | AP-9  |
| 02      | Pontevedra - Vigo                                                                                   | N-550 |
| 03      | A Rocha Vella                                                                                       |       |
|         | Noia AG-56 Saint-Jacques-de-Compostelle Est Saint-Jacques-de-Compostelle-Avenida de Antonio Fraguas | SC-20 |